# 朝倉市立比良松中学校
朝倉市立比良松中学校（あさくらしりつ ひらまつちゅうがっこう）は、福岡県朝倉市宮野にある公立中学校。同校のグラウンドはかつて非常に水はけがいいことで知られていた。地元での通称は「比中」（ひちゅう）。

## 態様
朝倉市南東部に位置する宮野地区の中心部に所在する。名称の由来は当校所在地の通称名にある（貝原益軒の編纂による『筑前国続風土記』にも『比良松』として登場する、古くは『平松』とも書かれた）。

## 特徴
かつては陸上部が毎年のように全国大会やジュニアオリンピックに出場する強豪校。

## 交通
わずか北を国道386号が東西に、わずか東を福岡県道80号甘木朝倉田主丸線が南北に走る。朝倉ICも南東に近い。

## 周辺
- 朝倉市朝倉地域行政センター
旧朝倉町役場。わずか西に存在。
- 朝倉市朝倉地域生涯学習センター
市の運営による社会福祉施設。わずか西に存在。
- 金光教宮野教会
金光教の教会。わずか北に存在。
- 山王神社
西方に存在。
- 大日神社
北方に存在。